# Campañas selyúcidas en el Egeo
Las campañas selyúcidas en el Egeo fueron las acciones navales que realizaron los turcos selyúcidas, principalmente encabezadas por Tzacas de Esmirna, contra el Imperio bizantino. 
Antiguo cautivo y luego cliente bizantino, Tzacas se rebeló contra el imperio al ascender al trono Alejo I Comneno, que reservó los favores reales a la vieja aristocracia imperial. Al principio, se adueñó de Clazómenas, Focea y Quíos. Feroz enemigo del imperio, Tzacas construyó la primera flota turca de cuarenta naves y conquistó algunas islas del mar Egeo —entre ellas la mayor de la zona oriental de este mar, Lesbos y Samos en el 1088, además de Mitilene y Rodas—, además de Esmirna y Abido, en una serie de ofensivas entre el 1088 y el 1093. Arrasó además la comarca de Atramicio. En 1090, derrotó a la escuadra bizantina enviada contra él. La flota de Tzacas tuvo su centro en la ciudad de Focea entre el 1088 y el 1092. A partir de esa fecha, fijó su capital en Esmirna y se proclamó emperador, socavando el prestigio de Alejo.
Tras la Primera Cruzada, Alejo puso en marcha un contraataque que recuperó los territorios perdidos. Alejo también fue capaz de eliminar rápidamente la amenaza de Abu'l Qasim, el gobernador selyúcida de Nicea, que intentó crear una flota propia en Abido en torno al 1090.
Tzacas se recuperó de su primera derrota y volvió a tomar varias islas, pero fue derrotado definitivamente en Lesbos por Constantino Dalaseno y Juan Ducas en 1092. Este último tomó la capital de Tzacas, Esmirna, y la mayoría de la costa del mar Egeo en 1097, poniendo fin al acceso de los turcos a este mar. 
Trató de apoderarse de Abido en 1093, pero tuvo que levantar el cerco de la ciudad acosado por bizantinos y selyúcidas. Murió a manos del sultán Kilij Arslan I, yerno suyo por haberse casado con una de sus hijas, tras un banquete al que este lo había invitado en el que lo emborrachó antes de apuñalarlo mortalmente.
El hijo de Alejo I Comneno , Juan II Comneno, heredó una considerable cantidad de tierra en el oeste de Asia Menor, aunque la ciudad portuaria de Antalya estaba bajo asedio selyúcida. Sin embargo, las continuas campañas del incansable Juan expulsaron a los turcos al interior de Anatolia y hacia el 1143 los selyúcidas habían perdido todas las regiones costeras de la península. Los bizantinos en tiempos de Manuel I Comneno podían reunir unos doscientos barcos para enfrentarse al enemigo. No fue sino tras la desaparición de la dinastía Comnena que los turcos capturaron un puerto anatólico. Umur de Aydin en el siglo XIV representó la primera amenaza turca a la navegación cristiana en el mar Egeo desde el siglo XI.